# Шавнон
Шавнон (фр. Chavenon) насеље је и општина у централној Француској у региону Оверња, у департману Алије која припада префектури Монлисон.
По подацима из 2011. године у општини је живело 133 становника, а густина насељености је износила 7,61 становника/km². Општина се простире на површини од 17,47 km². Налази се на средњој надморској висини од 365 метара (максималној 416 m, а минималној 265 m).

## Демографија
| 1962. | 1968. | 1975. | 1982. | 1990. | 1999. | 2011. |
| ----- | ----- | ----- | ----- | ----- | ----- | ----- |
| 302   | 304   | 235   | 179   | 155   | 159   | 133   |

График промене броја становника у току последњих година